# Mena Suvari
Mena Alexandra Suvari (Newport, Rhode Island, 1979. február 13. –) amerikai színésznő, divattervező és modell.
Leginkább az Amerikai pite-filmekből, továbbá az Amerikai szépség című 1999-es filmdrámából, Kevin Spacey partnereként ismert. Utóbbival női mellékszereplőként BAFTA-díjra jelölték.
2004-ben feltűnt a Sírhant művek negyedik évadjában. A 2010-es évek során Elizabeth Short szerepében volt látható az Amerikai Horror Story több sorozatában.

## Élete és pályafutása
Pályafutása elején modellként dolgozott, illetve televíziós sorozatokban vendégszerepelt, majd az 1997-es Út a pokolba című filmmel debütált a mozivásznon. 
Nemzetközi hírnévre az Amerikai szépség (1999) című filmdrámával tett szert, alakítását női mellékszereplőként BAFTA-jelöléssel honorálták és a film többi szereplőjével közösen Screen Actors Guild-díjat is nyert. Az Amerikai pite filmek három részében szerepelt (1999, 2001 és 2012). További jelentősebb filmjei közé tartozik a Beverly Hills csórói (1998), a Lúzer (2000), a Bankrabló csajok (2001), az Azt beszélik (2005), a Halálra ítélve (2007) és a Ne csókold meg a menyasszonyt! (2010).
A HBO Sírhant művek című sorozatának negyedik évadjában (2004) visszatérő szerepet vállalt, ahogyan a Lángoló Chicago második évadjában is (2013). Az Amerikai Horror Story A gyilkos ház (2013) és az Apokalipszis (2018) elnevezésű évadjaiban Elizabeth Shortot játszotta.
Suvari modellként a Lancôme kozmetikumok reklámarca, továbbá aktivistaként hosszú ideje támogat jótékony ügyeket.

## Magánélete
Első férje a nála 17 évvel idősebb német operatőr, Robert Brinkmann volt. 2000-ben házasodtak össze, válásukat 2005-ben mondták ki.
2007-ben ismerte meg Simone Sestito olasz–kanadai zenei promótert, 2008-ban eljegyezték egymást, majd 2010-ben Rómában összeházasodtak. Házasságuk 2012 októberében válással ért véget.
2018 októberében ment férjhez Michael Hope díszletrendezőhöz. A pár 2020-ban megerősítette, hogy első közös gyermeküket várják. Fiuk 2021 áprilisában jött világra.

## Filmográfia

### Film
| Év   | Magyar cím                     | Eredeti cím                        | Szerep                             | Magyar hang       |
| ---- | ------------------------------ | ---------------------------------- | ---------------------------------- | ----------------- |
| 1997 | A gyűjtő                       | Kiss the Girls                     | Coty Pierce                        |                   |
| 1997 |                                | Snide and Prejudice                | Angela Raubal                      |                   |
| 1997 | Út a pokolba                   | Nowhere                            | Zoe                                | Rácz Gabi         |
| 1998 | Beverly Hills csórói           | Slums of Beverly Hills             | Rachel Hoffman                     | Csondor Kata      |
| 1999 | Amerikai pite                  | American Pie                       | Heather                            | Molnár Ilona      |
| 1999 | Düh: Carrie 2.                 | The Rage: Carrie 2                 | Lisa Parker                        |                   |
| 1999 | Amerikai szépség               | American Beauty                    | Angela Hayes                       | Solecki Janka     |
| 2000 | Lúzer                          | Loser                              | Dora Diamond                       | Solecki Janka     |
| 2000 | Vigyázz, kész, szűz!           | American Virgin                    | Katrina Bartalotti                 | Vadász Bea        |
| 2001 | A muskétás                     | The Musketeer                      | Francesca Bonacieux                | Szávai Viktória   |
| 2001 | Amerikai pite 2.               | American Pie 2                     | Heather                            | Molnár Ilona      |
| 2001 | Bankrabló csajok               | Sugar & Spice                      | Kansas Hill                        | Mahó Andrea       |
| 2002 | Sonny                          | Sonny                              | Carol                              | Solecki Janka     |
| 2002 | A por                          | Spun                               | Cuki                               | Vadász Bea        |
| 2004 | Trauma                         | Trauma                             | Charlotte                          | Molnár Ilona      |
| 2005 | Ásó, kapa, vadkaland           | Standing Still                     | Lana                               | Madarász Éva      |
| 2005 | Edmond                         | Edmond                             | prostituált                        | Sánta Annamária   |
| 2005 | Azt beszélik                   | Rumor Has It…                      | Annie Huttinger                    | Farkasházi Réka   |
| 2005 | Domino                         | Domino                             | Kimmie                             | Haffner Anikó     |
| 2005 | Szép még lehetsz               | Beauty Shop                        | Joanne Marcus                      | Szabó Gertrúd     |
| 2006 | Hullócsillag                   | Factory Girl                       | Richie Berlin                      |                   |
| 2006 | A kávézó                       | Caffeine                           | Vanessa                            | Czető Zsanett     |
| 2006 |                                | The Dog Problem                    | Jules                              |                   |
| 2006 |                                | Final Fantasy VII: Advent Children | Aerith Gainsborough (angol hangja) |                   |
| 2007 | Brooklyn törvényei             | Brooklyn Rules                     | Ellen                              | Ruttkay Laura     |
| 2007 | Halálra ítélve                 | Stuck                              | Brandi Boski                       |                   |
| 2008 | Holtak napja                   | Day of the Dead                    | Sarah Cross / Bowman               | Solecki Janka     |
| 2008 | Rejtélyes nyár                 | The Mysteries of Pittsburgh        | Phlox Lombardi                     |                   |
| 2008 |                                | The Garden of Eden                 | Catherine Bourne                   |                   |
| 2010 | Ne csókold meg a menyasszonyt! | You May Not Kiss the Bride         | Tonya                              | Sipos Eszter Anna |
| 2011 |                                | Restitution                        | Heather                            |                   |
| 2012 | Amerikai pite: A találkozó     | American Reunion                   | Heather                            | Molnár Ilona      |
| 2012 | Házasokk                       | The Knot                           | Sarah                              | Solecki Janka     |
| 2014 | Szex a lelke mindennek         | The Opposite Sex                   | Jane                               | Solecki Janka     |
| 2014 | Ne pislogj!                    | Don't Blink                        | Tracy                              | Vadász Bea        |
| 2015 | A becsület ára                 | Badge of Honor                     | Jessica Dawson                     | Vadász Bea        |
| 2017 |                                | Becks                              | Elyse                              |                   |
| 2019 |                                | The Murder of Nicole Brown Simpson | Nicole Brown Simpson               |                   |
| 2020 |                                | Don't Tell a Soul                  | Carol                              |                   |
| 2020 |                                | What Lies Below                    | Michelle Wells                     |                   |
| 2020 |                                | Hide (rövidfilm)                   | Sarah                              |                   |
| 2021 |                                | Fourth Grade                       | Barbara                            |                   |
| 2021 | Kegyelem és bátorság           | Grace and Grit                     | Treya Killam Wilber                |                   |
| 2021 |                                | Locked In                          | Maggie                             |                   |
| 2021 |                                | Paradise Cove                      | Tracey                             |                   |
| 2021 | Hibás Ron                      | Ron's Gone Wrong                   | B-Bot (hangja)                     |                   |
| 2022 |                                | Hunt Club                          | Cassandra                          |                   |
| 2023 |                                | Dark Obsession                     | Maya                               |                   |
| 2023 |                                | Breakwater                         | Kendra                             |                   |
| 2024 |                                | Kalahari                           | Sue                                |                   |
| 2024 |                                | Reagan                             | Jane Wyman                         |                   |

### Televízió
| Év        | Magyar cím                           | Eredeti cím                         | Szerep                  | Megjegyzések                                |
| --------- | ------------------------------------ | ----------------------------------- | ----------------------- | ------------------------------------------- |
| 1995–1996 | A kis gézengúz                       | Boy Meets World                     | Laura / Hillary         | 2 epizód                                    |
| 1996      |                                      | Minor Adjustments                   | Emily                   | 1 epizód                                    |
| 1996      | Vészhelyzet                          | ER                                  | Laura-Lee Armitage      | 1 epizód                                    |
| 1996–1997 |                                      | High Incident                       | Jill Marsh              | 4 epizód                                    |
| 1997      | Chicago Hope Kórház                  | Chicago Hope                        | Ivy Moore               | 1 epizód                                    |
| 1997      | A Remény utcája                      | 413 Hope St.                        | Crystal                 | 1 epizód                                    |
| 1999      | Atomvonat                            | Atomic Train                        | Grace Seger             | tévéfilm                                    |
| 2001      | Divatalnokok                         | Just Shoot Me!                      | címlaplány              | 1 epizód                                    |
| 2004      | Sírhant művek                        | Six Feet Under                      | Edie                    | 7 epizód (4. évad)                          |
| 2006      |                                      | Orpheus                             | Sue Ellen               | tévéfilm                                    |
| 2008      | Szex és hazugság a Bűn Városában     | Sex and Lies in Sin City            | Sandy Murphy            | - tévéfilm - magyar hangja: - Solecki Janka |
| 2010      | Psych – Dilis detektívek             | Psych                               | Allison Cowley          | 1 epizód                                    |
| 2011      | A Köpeny                             | The Cape                            | Dice                    | 1 epizód                                    |
| 2011      | Amerikai Horror Story: A gyilkos ház | American Horror Story: Murder House | Elizabeth Short         | 2 epizód                                    |
| 2011      |                                      | No Surrender                        | Amelia Davis            | tévéfilm                                    |
| 2013      | Lángoló Chicago                      | Chicago Fire                        | Isabelle Thomas         | 7 epizód (2. évad)                          |
| 2013      |                                      | Hollywood Game Night                | önmaga                  | 1 epizód                                    |
| 2013      |                                      | Lakewood Plaza Turbo                | Enid / Ginger (hangja)  | rövidfilm                                   |
| 2014–2018 | Clarence                             | Clarence                            | több szereplő (hangja)  | 7 epizód                                    |
| 2015      |                                      | South of Hell                       | Maria Abascal / Abigail | főszereplő (8 epizód)                       |
| 2016      | Amynek áll a világ                   | Inside Amy Schumer                  | önmaga                  | 1 epizód                                    |
| 2016      | Justice League Action                | Justice League Action               | Gyilkos Fagy (hangja)   | 1 epizód                                    |
| 2016      |                                      | I'll Be Home For Christmas          | Jackie Foster           | tévéfilm                                    |
| 2017      |                                      | American Ninja Warrior              | önmaga                  | 1 epizód                                    |
| 2017      |                                      | Psych: The Movie                    | Allison Cowley          | tévéfilm                                    |
| 2018      | Playback párbaj                      | Lip Sync Battle                     | önmaga                  | 1 epizód                                    |
| 2018      |                                      | American Woman                      | Kathleen                | főszereplő (11 epizód)                      |
| 2018      | Amerikai Horror Story: Apokalipszis  | American Horror Story: Apocalypse   | Elizabeth Short         | 1 epizód                                    |
| 2024      |                                      | RZR                                 | Thompson nyomozó        | főszereplő (6 epizód)                       |

### Videójátékok
| Év   | Cím                           | Szerep              | Megjegyzések          |
| ---- | ----------------------------- | ------------------- | --------------------- |
| 2006 | Kingdom Hearts II             | Aerith Gainsborough | angol nyelvű változat |
| 2016 | OK K.O.! Lakewood Plaza Turbo | Enid                |                       |

## Fordítás
- Ez a szócikk részben vagy egészben  a   Mena Suvari című angol Wikipédia-szócikk fordításán alapul.  Az eredeti cikk szerkesztőit annak laptörténete sorolja fel. Ez a jelzés csupán a megfogalmazás eredetét és a szerzői jogokat jelzi, nem szolgál a cikkben szereplő információk forrásmegjelöléseként.